# Taimen
Der Taimen (Hucho taimen) ist ein Knochenfisch aus der Familie der Lachsfische. Sein Name kommt aus dem Finnischen taimen und bedeutet Forelle.

## Beschreibung
Der Körper des langgestreckten Fisches erreicht eine Länge von einem Meter und mehr und hat ein Gewicht von 30 bis 60, in den sibirischen Flüssen bis über 80 Kilogramm. Ein 1988 im Kotui gefangenes Exemplar hatte die Rekordlänge von 2,10 Metern und wog 105 Kilogramm.
Der Taimen ähnelt dem Huchen, der Kopf ist aber stärker hechtartig abgeflacht und anders als beim Huchen mit kleinen schwarzen Flecken gezeichnet. Er hat 26 bis 30 Schuppenreihen über der Seitenlinie, der Huchen nur 22 bis 26. Jungtiere haben dunkle Querbinden. Während der Laichzeit werden alte Tiere stark kupferrot.

## Vorkommen und Lebensweise
Er ist ein Fisch der sibirischen Stromsysteme von der Wolga über Ural, Ob, Jenissei, Selenga, Lena bis zum Amur. Er lebt stationär im Süßwasser (kein anadromer Wanderfisch) und bevorzugt starke und stärkste Strömung. In Seen wird er nur vereinzelt gefunden. Zur Laichzeit im Mai wandert er in die Oberläufe und selbst in flache Bäche. Die Laichplätze befinden sich auf Geröll und grobem Kies.
Seine Nahrung besteht vorwiegend aus Karpfenfischen und Coregonen. Große Exemplare können auch kleine Säugetiere und Vögel erbeuten. Einer intensiven Nahrungsaufnahme im Frühling und Herbst folgen Hungerperioden im Sommer und Winter. Der Taimen wird mit Wurfnetzen und verschiedenen Angelmethoden gefangen, besonders beliebt ist das Fliegenfischen.

## Nachweise
1. ↑  Juraj Holčik, Karol Hensel, Josef Nieslanik,  Ladislav Skácel: The Eurasian Huchen, Hucho hucho. Largest Salmon of The World (= Perspectives in Vertebrate Science. Bd. 5). Junk, Dordrecht u. a. 1988, ISBN  90-6193-643-8.